# Les Débats (Algérie)
Pour les articles homonymes, voir Les Débats.
Les Débats était un hebdomadaire généraliste algérien en langue française. Il a cessé de publier des nouveaux numéros. 

## Description

### Ligne éditoriale
Les rubriques de cet hebdomadaire sont :
- Actuelles
- Éditorial
- Les Quotidiens en débat
- Dossier
- Monde
- Idée
- Histoire
- La trame